# Michal Hromek
Michal Hromek (9. března 1958 Praha) je český skladatel a kytarista. Hru na kytaru absolvoval na konzervatoři v Pardubicích (1983). V letech 1994 a 1997 studoval v Prussia Cove (Anglie) a Oatridge (Skotsko). V jeho skladbách je znát inspirace lidovou hudbou, převážně anglickou a skotskou.
Jeho album Keltská kytara (1990) je nejprodávanější album současného českého umělce v zahraničí, dostal za ně prémii Českého hudebního fondu (1991) a zlatou desku v Kanadě (1997).[zdroj?]

## Diskografie
- Keltská kytara (Bonton 1990)
- U lva a jednorožce (Bonton 1992)
- Folk-Baroque and Other Rags… (Bonton 1994)
- The Wild Mountain Thyme (Bonton 1996)
- Beyond the Lion & Unicorn (Bonton, 1996)
- Five Bells (Sony Music/Bonton 1999)
- Consort Music (Indies Records 2001)
- Carolan (Supraphon 2002)
- The Best of Celtic Guitar (Supraphon 2007)